# 宝兴裸裂尻鱼
宝兴裸裂尻鱼（学名：Schizopygopsis baoxingensis）为輻鰭魚綱鯉形目鲤科裸裂尻鱼属的鱼类，俗名白鱼子。是軟刺裸裂尻魚的其中一個亞種，在中国，分布于青衣江上游等，一般生活于山谷河流中有砾石底的河段。该物种的模式产地在四川宝兴县硗碛。

## 扩展阅读
維基物種上的相關：宝兴裸裂尻鱼